# Rüti, Zürich
Rüti är en ort och kommun i distriktet Hinwil i kantonen Zürich, Schweiz. Kommunen har 12 862 invånare (2023).